# Engersöd
Engersöd ist ein Ortsteil der Gemeinde Malgersdorf im niederbayerischen Landkreis Rottal-Inn.

## Geografie
Die Einöde liegt im äußersten Osten des Gemeindegebietes, knapp zwei Kilometer südöstlich von Malgersdorf. Über eine Gemeindestraße ist sie an die Bundesstraße 20 und die Kreisstraße PAN 36 angeschlossen.

## Geschichte
Vor der bayerischen Gebietsreform war Engersöd ein Ortsteil der Gemeinde Jägerndorf. Diese wurde 1972 nach Arnstorf eingegliedert. 1975 wurde Engersöd zusammen mit einigen weiteren Ortsteilen nach Malgersdorf umgegliedert.